# Dyrektor generalny (służba cywilna)
Dyrektor Generalny – wyższe stanowisko w służbie cywilnej tworzone w niektórych urzędach administracji, przewidziane przez ustawę z dnia 21 listopada 2008 roku o służbie cywilnej (Dz.U. z 2024 r. poz. 409). 
Zgodnie z art. 25 ust. 1 ustawy, stanowisko dyrektora generalnego tworzy się w Kancelarii Prezesa Rady Ministrów, urzędach ministrów i przewodniczących komitetów wchodzących w skład Rady Ministrów, urzędzie centralnego organu administracji rządowej oraz w urzędach wojewódzkich. Kompetencje dyrektorów generalnych urzędów określa art. 25 ust. 3 ustawy. Zgodnie z nim dyrektorzy generalni urzędów zapewniają funkcjonowanie i ciągłość pracy urzędów, warunki jego działania i organizację pracy oraz dokonują czynności z zakresu prawa pracy wobec osób zatrudnionych w urzędzie i realizują politykę personalną. Dyrektorzy generalni urzędów współdziałają ponadto z Szefem Służby Cywilnej w realizowaniu przez niego zadań ustawowych. 